# Mount McElroy
Mount McElroy är ett berg i Antarktis. Det ligger i Västantarktis. Argentina, Chile och Storbritannien gör anspråk på området. Toppen på Mount McElroy är 1 481 meter över havet.
Terrängen runt Mount McElroy är huvudsakligen kuperad. Trakten är obefolkad. Det finns inga samhällen i närheten.